# Abbas Fahdel
Abbas Fadhel, en árabe: عباس فاضل, es un director de cine y guionista iraquí.

## Filmografía
- 2015: Homeland (Iraq Year Zero)
- 2008: L'Aube du monde
- 2004: Nous les Irakiens (Documental).
- 2002: Retour à Babylone (Documental).